# Dômu Iwa
Dômu Iwa är en kulle i Antarktis. Den ligger i Östantarktis. Norge gör anspråk på området. Toppen på Dômu Iwa är 58 meter över havet.
Terrängen runt Dômu Iwa är huvudsakligen kuperad, men västerut är den platt. Havet är nära Dômu Iwa åt nordväst. Trakten är obefolkad. Det finns inga samhällen i närheten. 